# Museo de Ciencia e Industria (Chicago)
El Museo de Ciencia e Industria (Chicago) ([MSI]) de Chicago esta en el área de Hyde Park, en el Edificio de Bellas Artes de la Feria Mundial de 1893 y es el museo de ciencias más importante de Chicago. 
El Palacio de Bellas Artes fue diseñado por Charles B. Atwood, a diferencia de los otros edificios de la "Ciudad Blanca", su fachada era de ladrillo y estaba cubierta con yeso. Después de la Feria Mundial, albergó el Museo Colombino antes de convertirse en el Museo Field de Historia Natural y luego en el Museo de Ciencia e Industria.
Durante su conversión en un museo de ciencias, el exterior del edificio se rehízo en piedra caliza, conservando su estilo Beaux-Arts de 1893, mientras que el interior, diseñado por Alfred P. Shaw, se rehízo en el estilo "transatlántico".
El museo tiene más de 2,000 exhibiciones, exhibidas en 75 salas principales. El museo tiene varias exposiciones permanentes importantes. Aunque el acceso a varias de las exhibiciones (incluida la mina de carbón y U-505) requiere el pago de una tarifa adicional

### Exposición especial de la Mina de carbón
Esta exposición  recrea una mina de carbón de pozo profundo en funcionamiento dentro del Pabellón Central del museo, utilizando equipo original del Viejo Ben # 17, alrededor de 1933. Es una de las exhibiciones más antiguas del museo y los visitantes en un tren recorren diferentes partes y aprenden conceptos básicos de minería.

### Exposición especial  del Submarino U-505
El submarino alemán U-505 es uno de los seis submarinos alemanes capturados por los aliados durante la Segunda Guerra Mundial y desde su llegada en 1954, el único en exhibición en el hemisferio occidental y en Estados Unidos. El submarino se restauró a principios de 2004 después de 50 años de estar expuesto al aire libre.

## Galería

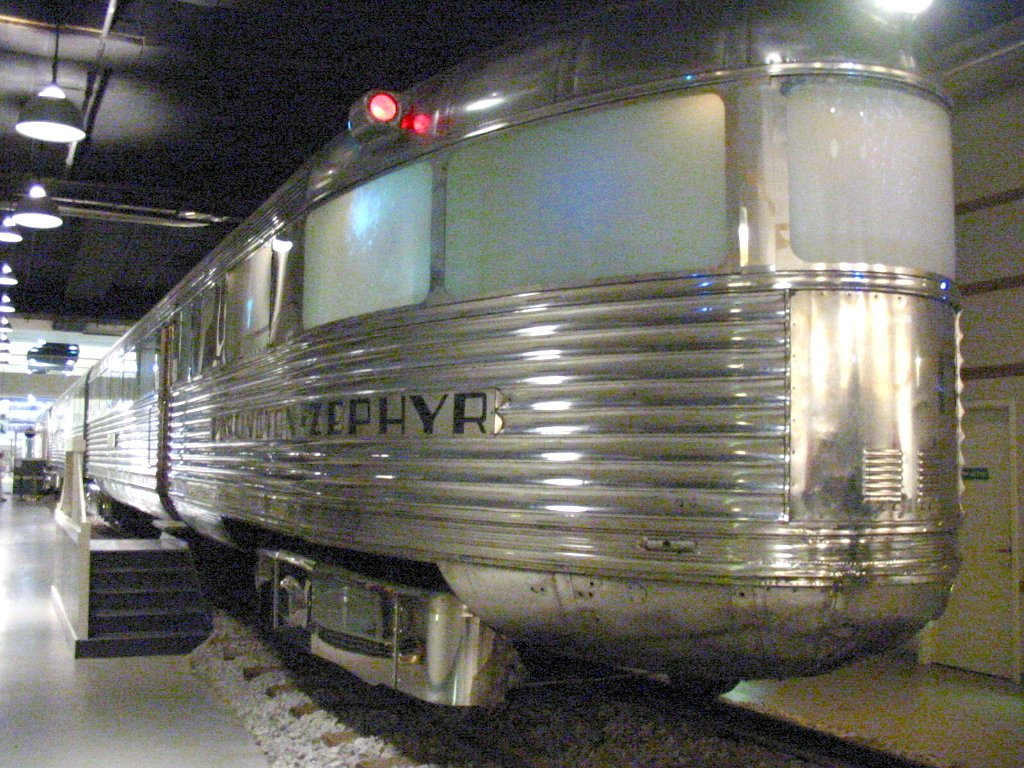
Un tren Pioneer Zephyr original.
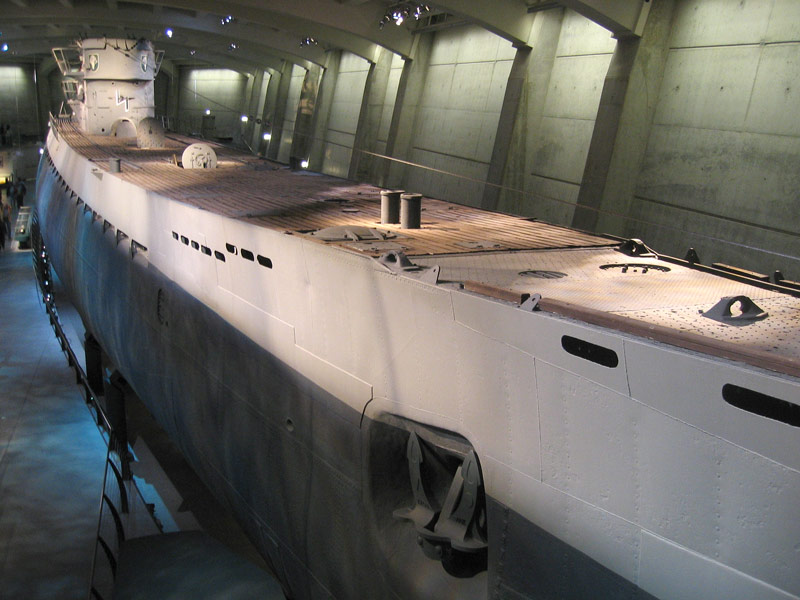
Un submarino U 505 (1941) original.
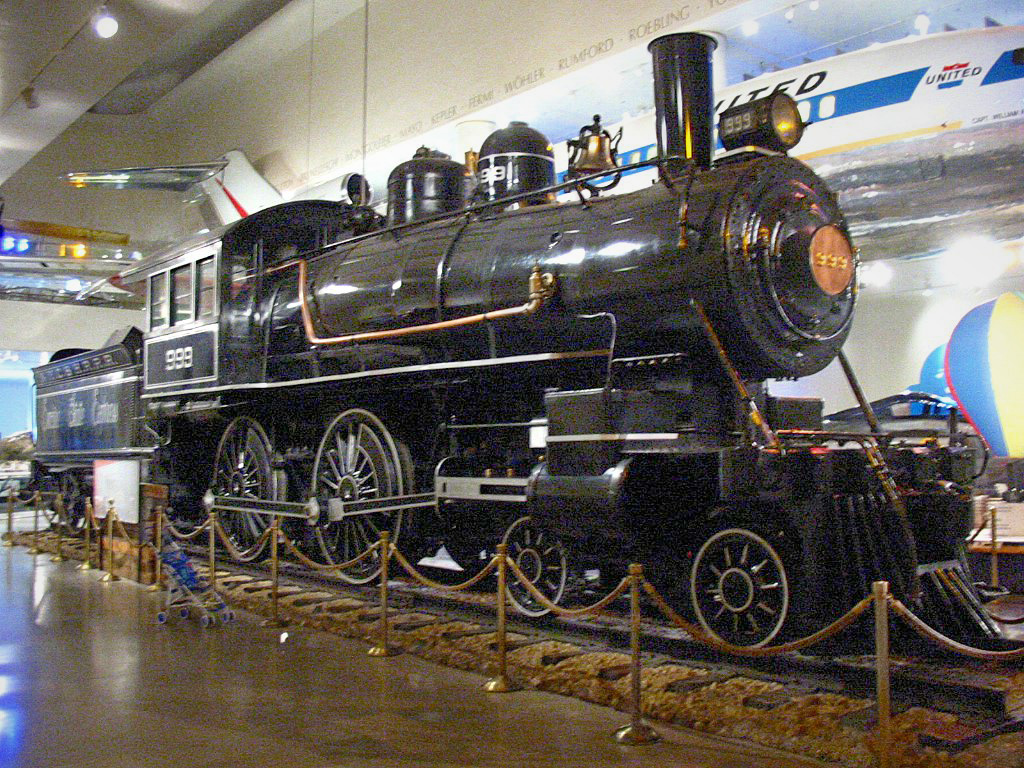
Una locomotora de vapor 999.
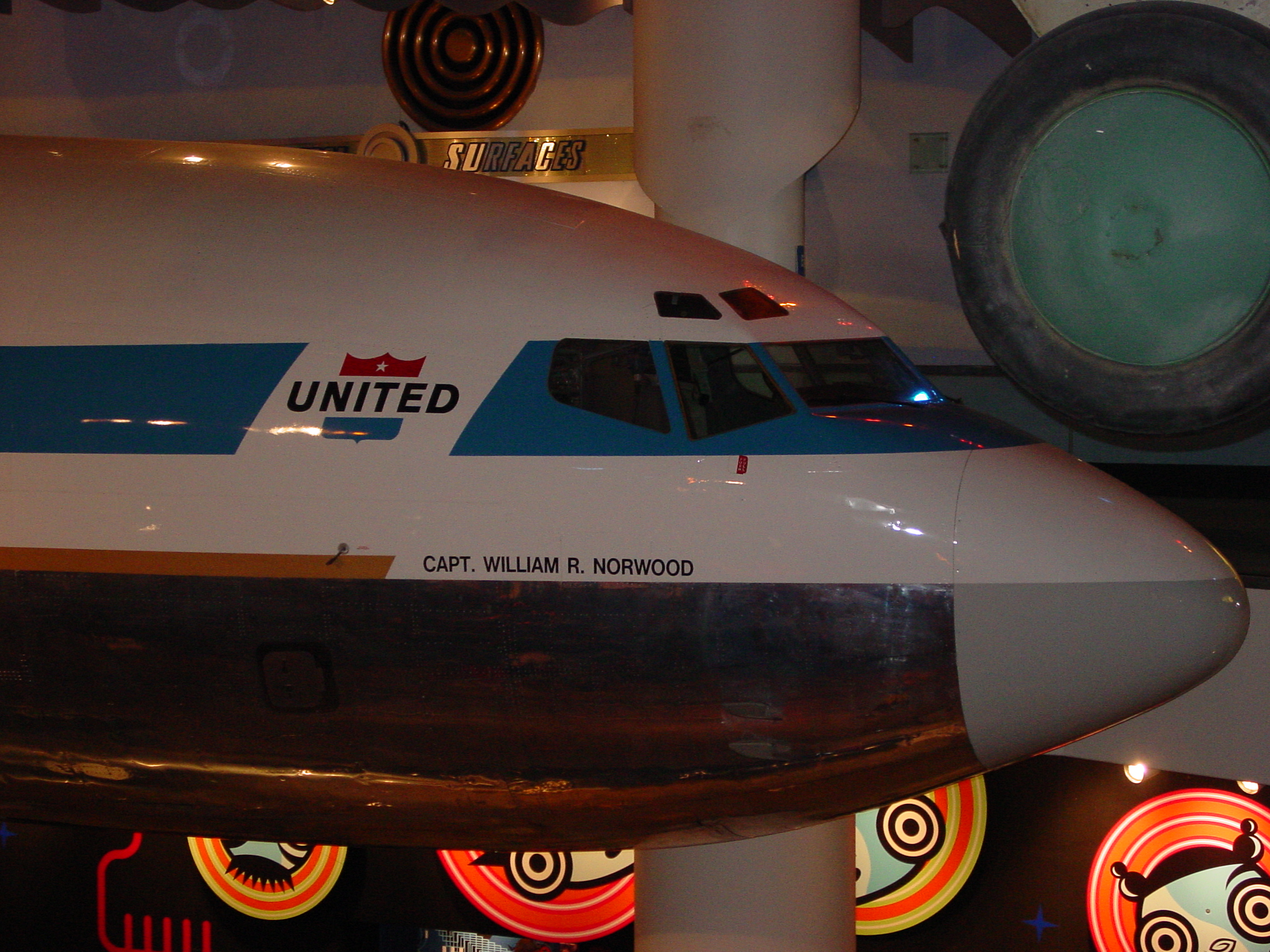
Un avión Boeing 727 original.
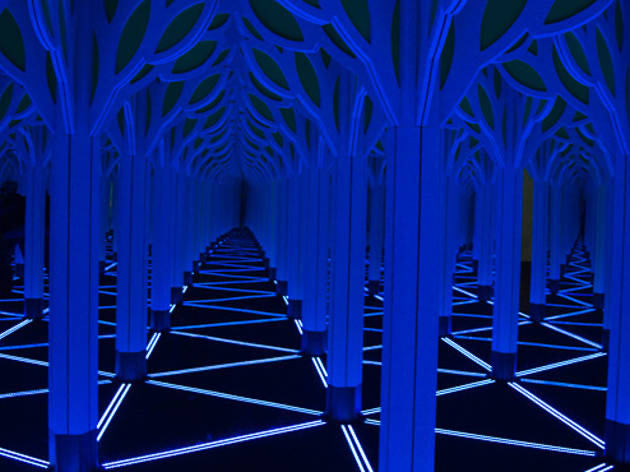
Laberinto de espejos.

- Datos: Q1414079
- Multimedia: Museum of Science and Industry (Chicago) / Q1414079